# Anand Raj Anand
Anand Raj Anand – indyjski muzyk filmowy, kompozytor i autor tekstów. 

## Nagrody
Anand Raj Anand był nominowany do Nagrody Filmfare za Najlepszą Muzykę w Kaante.

## Filmografia

### Jako kompozytor
1. Jimmy (2008)
2. Welcome (2007)
3. Chhodon Naa Yaar (2007)
4. Sirf Romance: Love by Chance (2007)
5. Nehlle Pe Dehlla (2007)
6. Big Brother (2007)
7. Aryan (2006)
8. Sarhad Paar (2006)
9. Love Ke Chakkar Mein (2006)
10. Humko Tumse Pyaar Hai (2006)
11. Jo Bole So Nihaal (2005)
12. Tango Charlie (2005)
13. Chaahat Ek Nasha (2005)
14. Bullet: Ek Dhamaka (2005)
15. Padmashree Laloo Prasad Yadav (2005)
16. Musafir (2004)
17. Wajahh: A Reason to Kill (2004)
18. Rakht (2004)
19. Ek Se Badhkar Ek (2004)
20. Shikaar (2004)
21. Masti (2004)
22. Kismat (2004)
23. Plan (2004)
24. Woh (2004)
25. Sandhya (2003)
26. Out of Control (2003)
27. Jodi Kya Banayi Wah Wah Ramji (2003)
28. Mumbai Matinee (2003)
29. Jaal: The Trap (2003)
30. Calcutta Mail (2003)
31. Ek Hindustani (2003)
32. Kaante (2002)
33. Maseeha (2002) (jako Anand Raaj Anand)
34. Annarth (2002)
35. Hathyar (2002)
36. Gunaah (2002)
37. Zindagi Khoobsoorat Hai (2002)
38. Jaani Dushman: Ek Anokhi Kahani (2002)
39. 23rd March 1931: Shaheed (2002)
40. Yeh Mohabbat Hai (2002)
41. Ehsaas: The Feeling (2001)
42. Tera Mera Saath Rahen (2001) (jako Anand Raaj Anand)
43. Indian (2001)
44. Kyo Kii... Main Jhuth Nahin Bolta (2001)
45. Jodi No.1 (2001)
46. Champion (2000)
47. Jis Desh Mein Ganga Rehta Hain (2000)
48. Bichhoo (2000)
49. Hadh Kar Di Aapne (2000) (jako Anand Raaj Anand)
50. Hote Hote Pyar Hogaya (1999) (jako Anand Raaj Anand)
51. Lo Main Aa Gaya (1999)
52. Heeralal Pannalal (1999)
53. Pardesi Babu (1998)
54. Bandhan (1998) (jako Anand Raaj Anand)
55. Major Saab (1998)
56. Qila (1998)
57. Aakrosh: Cyclone of Anger (1998)
58. 2001: Do Hazaar Ek (1998)
59. Gunda (1998)
60. Tirchhi Topiwale (1998) (jako Anand Raaj Anand)
61. Koi Kisi Se Kum Nahin (1997)
62. Ghoonghat (1997)
63. Kaalia (1997)
64. Masoom (1996)

### Jako aktor
1. Deha (2007)
2. Ehsaas: The Feeling (2001) - występ gościnny